# Chodorów
Chodorów (ukr. Ходорів, Chodoriw) – miasto na Ukrainie, w rejonie stryjskim, w obwodzie lwowskim. Siedziba hromady.

## Historia
Chodorów, dawniej Chodorostaw, nad rzeką Ług po raz pierwszy wspominany jest w dokumentach w 1394 r. Prawo magdeburskie otrzymał w 1436 r., co potwierdzono w 1524 r. Właściciel miejscowych dóbr ziemskich Jursza, którego rodzina otrzymała nazwisko Chodorowskich, założył tu w 1460 r. parafię rzymskokatolicką pw. Wszystkich Świętych. On też ufundował pierwszy drewniany kościół, który w latach 1620–1621 zniszczył najazd Turków i Tatarów. Kolejny kościół zniszczyły w 1655 r. wojska moskiewskie i szwedzkie. Odbudowano go na początku XVIII w. dzięki rodzinom Chodorowskich i Cetnerów. Obecny murowany kościół wzniesiono w latach 1777–1779 dzięki rodzinie Rzewuskich, kolejnych właścicieli Chodorowa.
Do I rozbioru Polski (1772) miasto powiatowe w województwie ruskim I Rzeczypospolitej (prowincja małopolska); własność polskiej rodziny szlacheckiej Chodorowskich do roku 1694. W latach 1772–1918 miasto w powiecie bóbreckim w prowincji Galicja zaboru austriackiego. W okresie zaborów mieścił się tutaj sąd powiatowy, natomiast sąd okręgowy znajdował się w Złoczowie; prowadziła tędy linia kolejowa lwowsko-czerniowiecka.
W XIX wieku własność większościowa należała do hrabiów Lanckorońskich herbu Zadora. Spadkobierczyni majątku, Elżbieta Lanckorońska wyszła za mąż za austriackiego pułkownika Karola de Vaux. W tym czasie Chodorów stał się ważnym węzłem kolejowym. Prowadziła tędy linia kolejowa na trasie Lwów-Stanisławów – Czerniowce – Jassy, która łączyła się z liniami Chodorów – Stryj oraz Chodorów – Potutory – Berezowica-Ostrów – Tarnopol. Przyczyniło się to bardzo do rozwoju miasta.
Największym zakładem w mieście była cukrownia, którą w 1912 r. założyli baron Kazimierz de Vaux, hr. Jan Zamoyski i inż. Bronisław Albinowski. Przy cukrowni powstało nowoczesne osiedle dla robotników, nazywane „Kramerówką” od nazwiska dyrektora Stanisława Kremera (1876-1935). Innym z dyrektorów cukrowni był inż. Lucjan Rydel, syn poety Lucjana Rydla. W Chodorowie działały równie fabryka sody, wytwórnia papieru i tartak. Jarmarki odbywały się 15 stycznia i 14 października, targ miejski w czwartek. Miasto pod koniec roku 1939 liczyło ok. 4500 mieszkańców.
W II Rzeczypospolitej miasto położone w powiecie bóbreckim województwa lwowskiego. W latach 1934–1939 miasto było siedzibą gminy Chodorów, ale nie należało do niej.
W latach 1943–1945 było schronieniem dla okolicznej ludności wiejskiej przed napadami z OUN-UPA. W tym czasie z rąk nacjonalistów ukraińskich zginęło 31 Polaków, mieszkańców Chodorowa, jednak poza terenem miasta.
W okresie okupacji niemieckiej ogromną rolę odegrał dyrektor cukrowni, inż. Adam Korwin-Piotrowski, który ratował młodzież przed wywózkami do Niemiec.
W październiku 1942 roku Niemcy utworzyli getto dla żydowskich mieszkańców. Przebywało w nim około 3000 Żydów. 5 lutego 1943 roku zostali wywiezieni do obozu zagłady w Bełżcu i tam zamordowani. Za pomoc Żydom medalami Sprawiedliwy wśród Narodów Świata zostali odznaczeni następujący polscy mieszkańcy Chodorowa: Leopold Piasecki, Władysław i Róża Stypułowie, Stefania Struk i jej syn Tadeusz oraz Henryk Pietrzyk.
W latach 1940–1941 i 1944–1959 siedziba rejonu chodorowskiego.
W Chodorowie działa oddział Towarzystwa Kultury Polskiej Ziemi Lwowskiej.
W 1989 r. liczyło 12 455 mieszkańców.
W 2013 r. liczyło 9829 mieszkańców.

## Zabytki
- cerkiew św. Kosmy i Damiana(inne języki),
- kościół rzymskokatolicki pw. Wszystkich Świętych – zbudowany w 1779 r, konsekrowany w 1903 r., rozbudowany w 1935 r[16], zabrany przez władze radzieckie i przebudowany na sklep (później salę sportową) po II wojnie światowej, oddany katolikom w 1990 r. Jego odbudowę zakończono w 1999 r[3].
- pałac wybudowany w 1860 r. przez Karola de Vauxa, zwieńczony wysokim dachem czterospadowym[17]

## Gospodarka
W mieście rozwinął przemysł cukrowniczy, mięsny oraz elektrotechniczny.

## Sport
W czasach II RP w mieście istniał klub piłkarski Chodorovia Chodorów.

## Urodzeni w mieście
- Zbigniew Abrahamowicz – polski architekt.
- Oswald Balzer – polski wybitny historyk.
- Maria Bartlowa – polska działaczka niepodległościowa, senator II RP V kadencji, żona premiera II RP Kazimierza Bartla.
- Walerian Heck (ur. 1854[19], zm. 1913[20]) – polski nauczyciel.
- Onufry (Łehki) – prawosławny metropolita charkowski i bohoduchowski.
- Zdzisław Trojanowski – polski hokeista, olimpijczyk.

## Ludzie związani z miastem
- Roman Żurowski – radca namiestnictwa, honorowy obywatel Chodorowa

## Pobliskie miejscowości
- Żydaczów
- Bóbrka
- Drohobycz
- Borysław
- Bursztyn
- Stryj

## Galeria

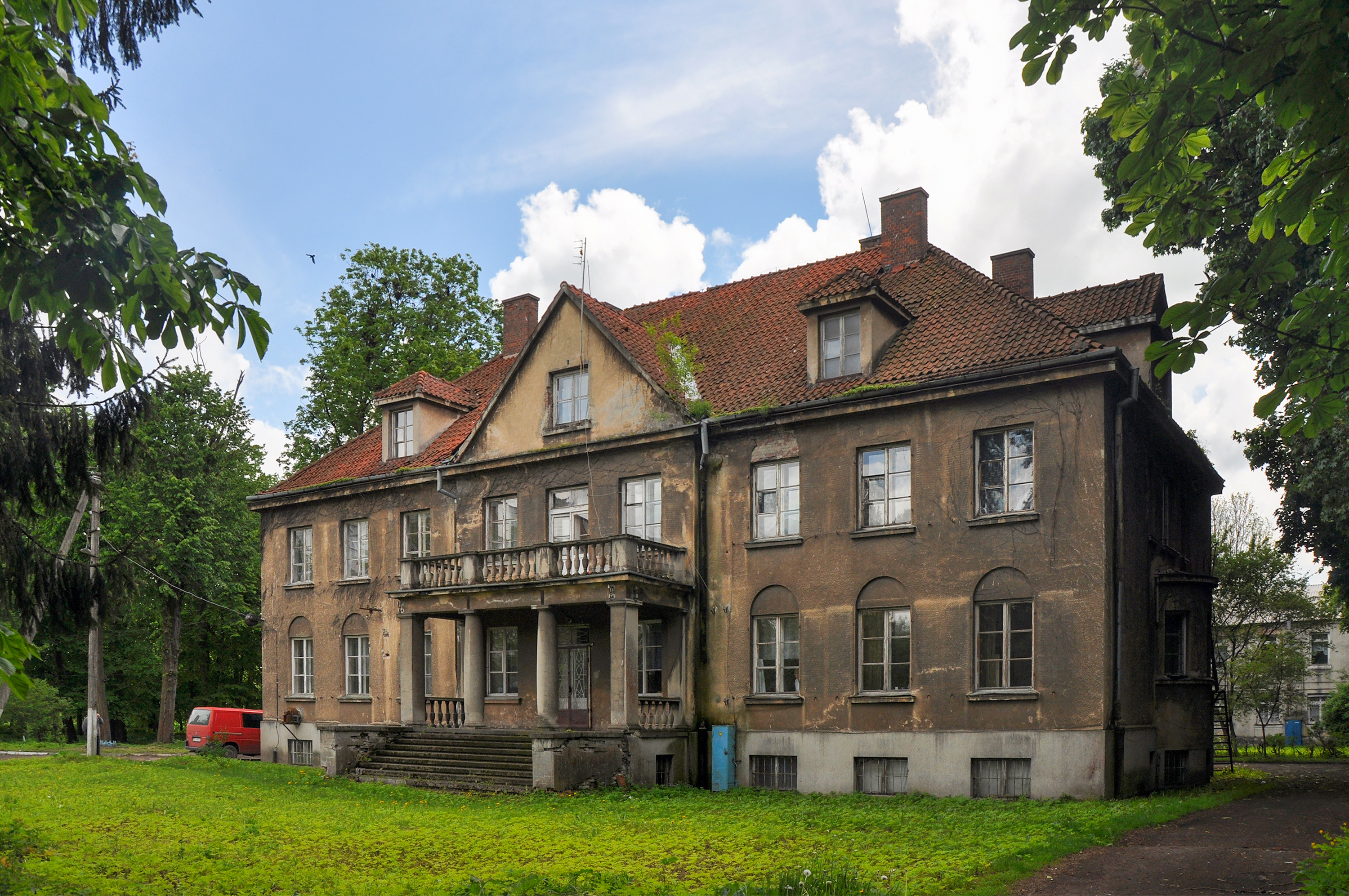
Pałac
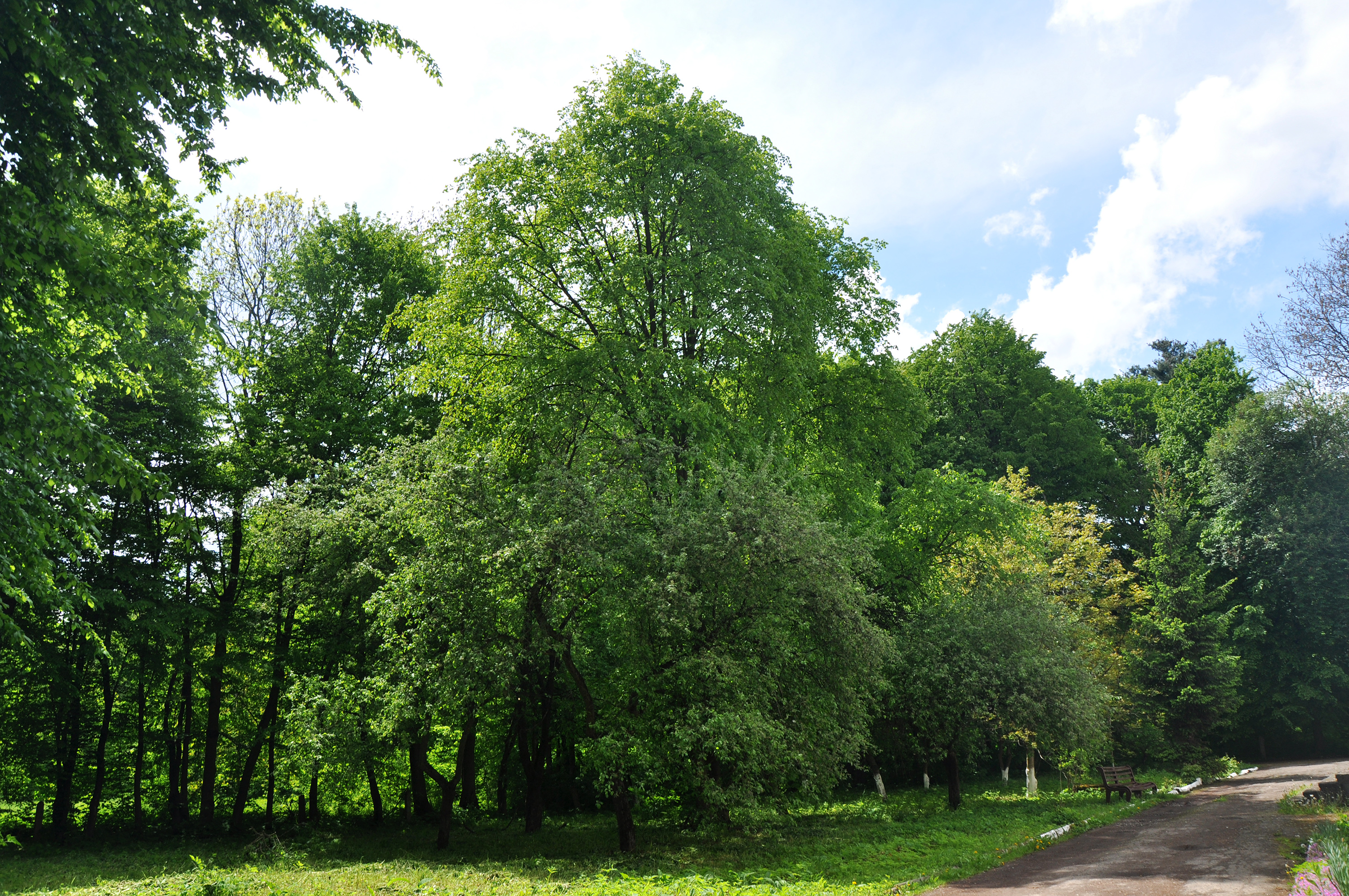
Park
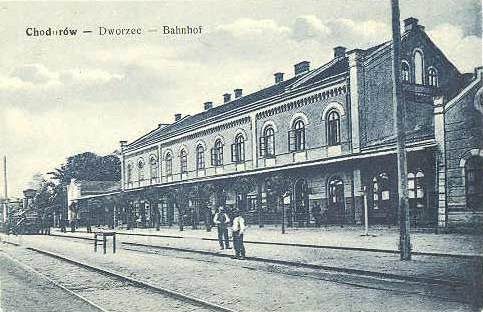
Dworzec kolejowy
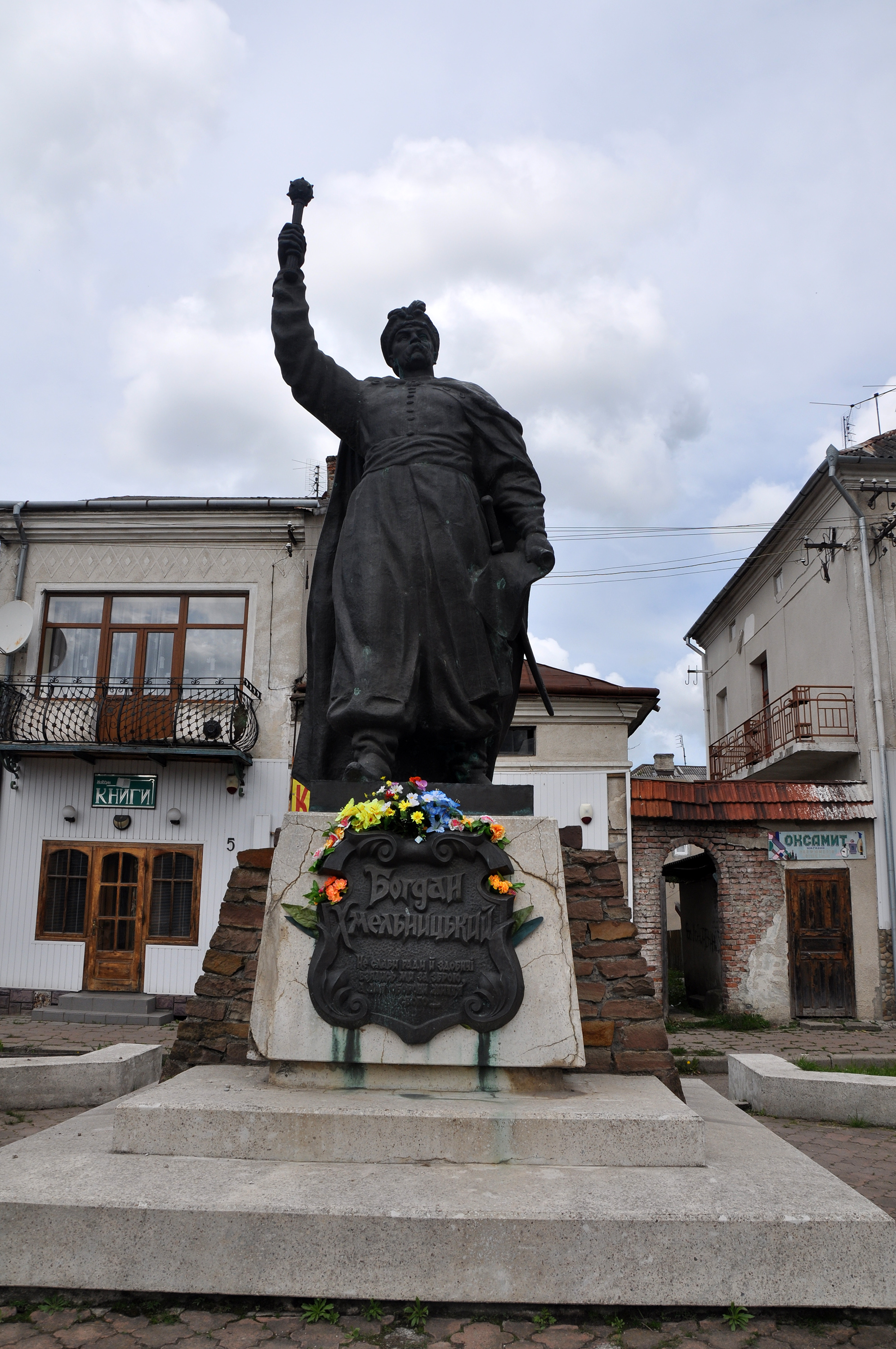
Pomnik Bogdana Chmielnickiego